# Schloss Weitersdorf

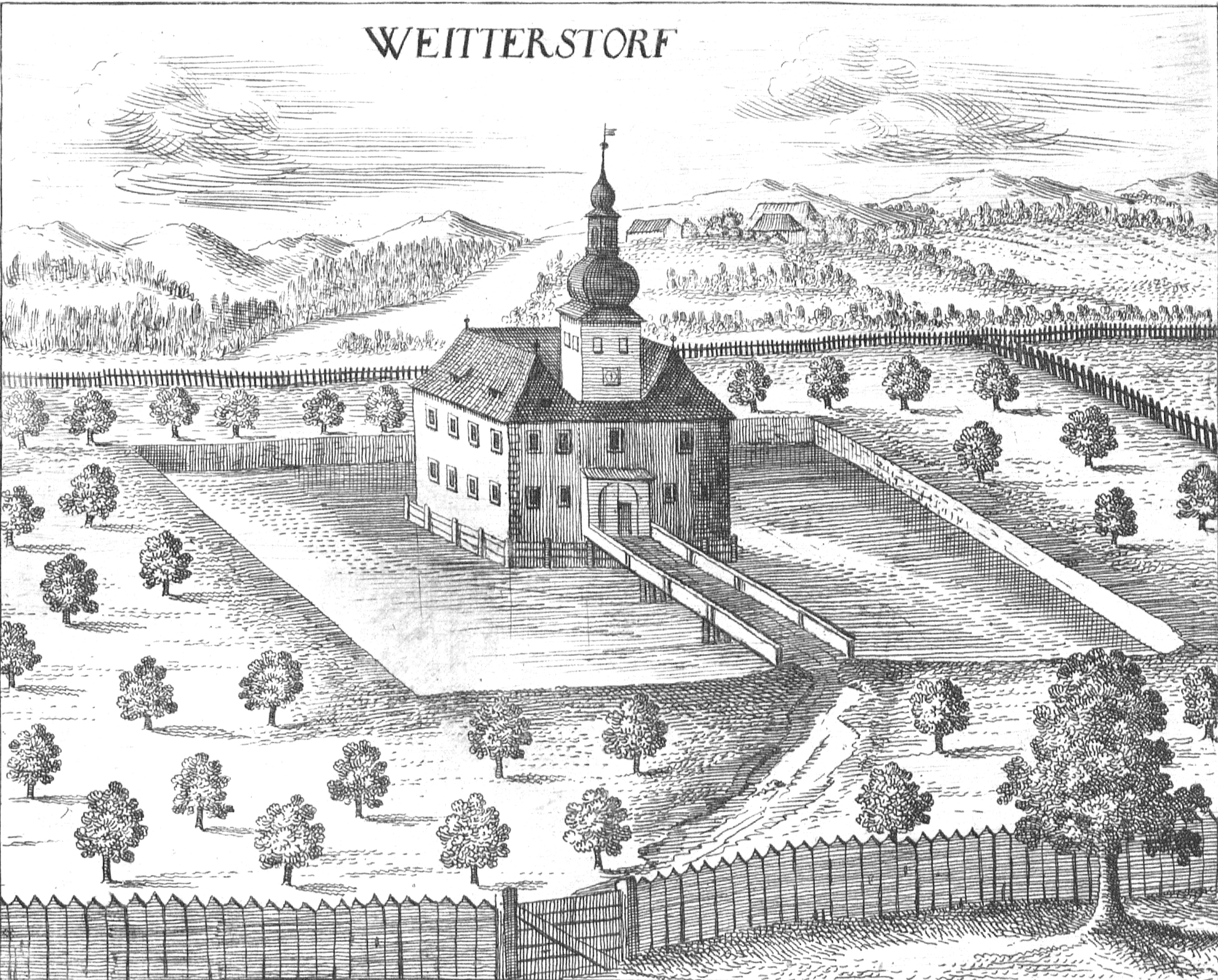
Schloss Weitersdorf nach einem Stich von Georg Matthäus Vischer von 1674

Das Schloss Weitersdorf ist ein ehemaliges Wasserschloss im gleichnamigen Ortsteil der Gemeinde Eggendorf im Traunkreis im Bezirk Linz-Land (Weitersdorf 8).

## Geschichte
Das Schloss Weitersdorf stand auf dem Grund des Stifts Kremsmünster. Die Bauern dieser Gegend waren dem Stift zu Naturalabgaben sowie zu Hand- und Spannleistungen verpflichtet. Auf dem Grund bestand aber auch ein Freisitz. Im Lehnsbuch des Herzogs Albrecht VI. wurde das Schloss erstmals 1458 bzw. 1460 genannt, als Lehen des Sigmund Wolkauf, vermählt mit Sibylla von Kastner auf Ottsdorf („sicz vnd pawhof zu Weytterstorff“). Als nächster Besitzer wird 1491 Otto der Moser von Wehr bei Leompach erwähnt. Er nennt sich in der Folge Herr von Eggendorf und Weitersdorf. Als weitere Eigentümer scheinen die Sighartinger, die Mühlwanger und die Spiller auf. Die Helmberger hatten das Schloss zwischen 1644 und 1659 inne. Von diesen kaufte es 1659 Abt Placidus Buechauer vom Stift Kremsmünster. 
Von Abt Erenbert Schrevogl wurde Schloss Weitersdorf 1673 in eine Taverne umgewandelt. Durch Kauf folgten 1787 Mathias Grillmayr und dessen Gattin Anna im Besitz nach. Bei der Heirat ihrer Tochter Katharina Grillmayr ging das Schloss 1819 an deren Gatten Johann Roißner über. Dieser verkaufte das Anwesen 1865 an Therese Pfrittner. Von 1929 bis 1956 war es im Besitz der Familie Wiesmayr, die ihren Gastbetrieb in das nahe liegende Wasserschloss Hueb verlegte und die Taverne Weitersdorf an die Familie Georg Schöller verkaufte. Noch heute wird die Taverne von Erich Schöller als Gasthaus geführt.

## Beschreibung
Wie die Ansicht von Schloss Weitersdorf auf einem Stich von Georg Matthäus Vischer aus dem Jahre 1674 in seiner Topographia Austriae superioris modernae zeigt, war Weitersdorf ein einfacher, zweigeschoßiger Bau mit quadratischem Grundriss, der von allen Seiten durch einen Wassergraben geschützt war. Über dem Eingangstor befand sich ein Turm, zu dem eine Holzbrücke führte. 
Die Wassergräben sind heute zugeschüttet. Das ehemalige Schloss ist in dem heutigen Bau aufgrund mehrerer Umbauten kaum erkennbar. Erwähnenswert ist neben dem Gasthaus eine original erhaltene Ladenbahn (= hölzerne Kegelbahn), auf der jetzt noch Kegel geschoben werden. Das Wirtshaus heißt jetzt „Gasthaus zur Taverne“.

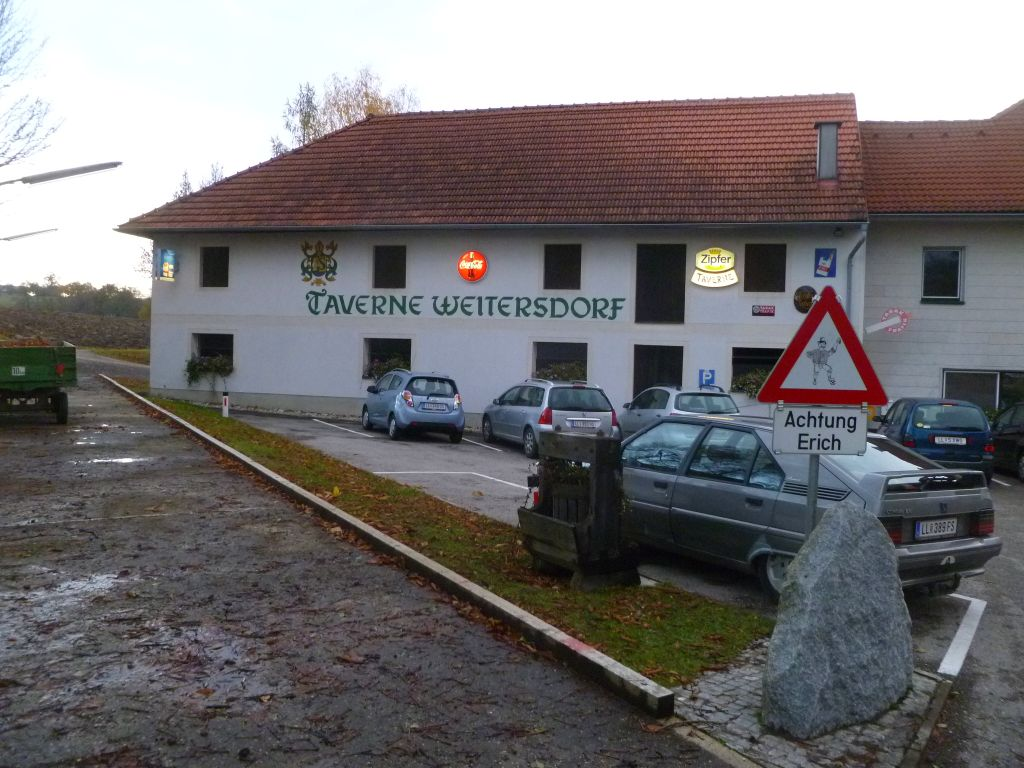
Vorderansicht
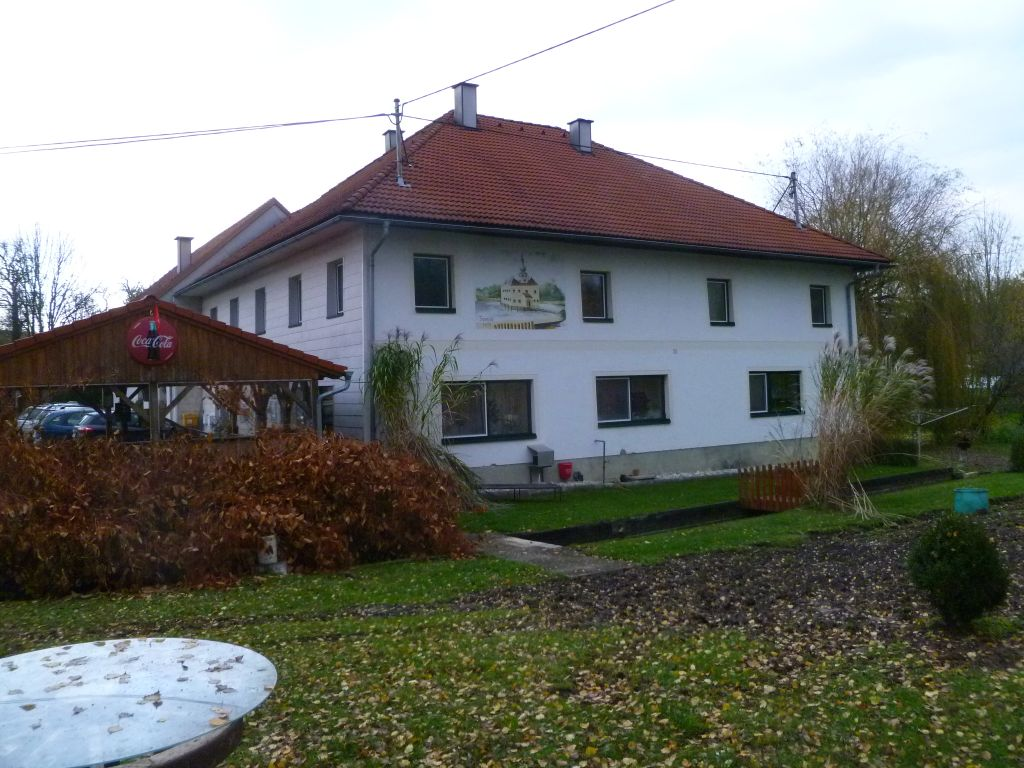
Seitenansicht
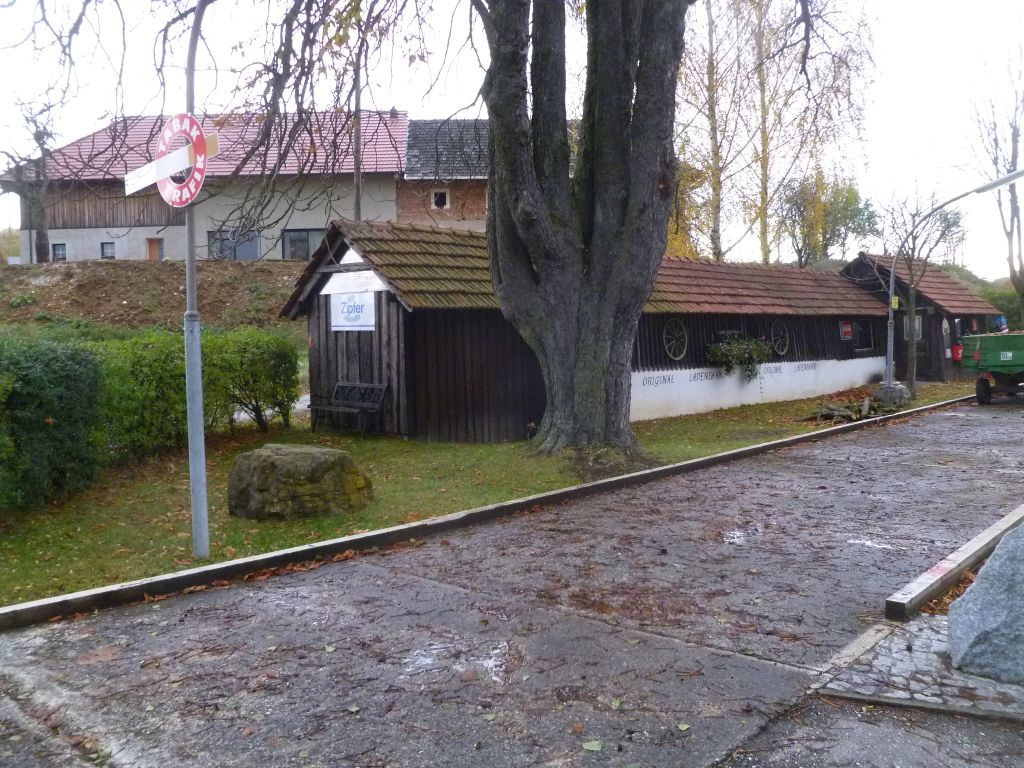
Ladenbahn